# Brechmorhoga flavoannulata
Brechmorhoga flavoannulata – gatunek ważki z rodziny ważkowatych (Libellulidae).